# 596 a.C.

## Eventos
- 46a olimpíada:[1]
  - Crisamaxo da Lacônia, vencedor do estádio
  - Polimnestor de Mileto, vencedor do estádio para meninos. Ele havia perseguido e capturado uma lebre, quando cuidava das cabras
- Nabucodonosor luta contra o Elão.[2]

### Pela cronologia de Ussher
- No quinto mês do quarto ano do reinado de Zedequias em Judá, Hananias, um falso profeta, diz que, em dois anos, os vasos e móveis da casa do Senhor que foram levados à Babilônia durante o reinado de Jeconias seriam trazidos de volta. Jeremias o ridiculariza, e ele tira o canzil de madeira do pescoço de Jeremias, e o quebra, dizendo que Deus quebraria o jugo de Nabucodonosor em dois anos. Jeremias responde que Deus trocará o jugo de madeira por um de ferro,[3] e que Hananias, por pregar rebelião,[4] também logo morreria.[3]
- Astíages sucede a seu pai Ciaxares como rei dos Medos. Ele reinou por trinta e cinco anos.[3]

## Mortes
- Hananias, no sétimo mês do quarto ano do reinado de Zedequias.[3]
- Ciaxares, rei dos Medos, sucedido por seu filho Astíages.[3]